# Antonieta de Bonilla
Pour les articles homonymes, voir Bonilla.
Maria Antonieta de Bonilla est une femme politique guatémaltèque. Elle est devenue ministre des Finances le 14 janvier 2004.